# رزونانس مغناطیسی هسته‌ای

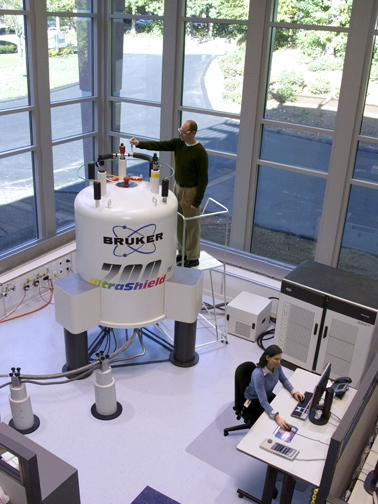
ام آرِ پژوهشی ۷۰۰ مگاهرتزی برای کارهای اسپکتروسکوپی

دستگاه ان ام آر INOVA 900

تشدید مغناطیسی هسته‌ای (به انگلیسی: Nuclear magnetic Resonance) یک پدیدهٔ فیزیکی بر اساس مکانیک کوانتمی است.
در حضور یک میدان مغناطیسیِ قوی، انرژی هسته‌های عناصر مشخصی به علت خواص مغناطیسی این ذرات به دو یا چند تراز کوانتیده شکافته می‌شوند. الکترون‌ها نیز به طریقی مشابه هسته عمل می‌کنند.
انتقالات میان ترازهای انرژیِ القاشدهٔ مغناطیسیِ حاصل می‌تواند با جذب تابش الکترومغناطیسی با بسامد مناسب انجام شود.
درست شبیه انتقالات الکترونی که با جذب تابش فرابنفش یا مرئی صورت می‌پذیرد. اختلاف انرژی بین ترازهای کوانتومی مغناطیسی برای هسته‌های اتمی به مقداری است که با تابش در گستره‌ای از ۰٫۱ تا ۱۰۰MHz مطابقت دارد.
طیف‌بینی NMR هم به منظور کارهای کمّی و هم به منظور شناسایی کیفی مولکول‌ها مورد استفاده قرار می‌گیرد. هر چند که قدرت اصلی این دستگاه در شناسایی کیفی ترکیبات آلی و زیستی بسیار پیچیده‌است.
در حالت عادی اختلاف انرژی بین ترازهای اسپین هسته صفر است، اما زمانی که اتم‌ها در حضور میدان مغناطیسی قرار می‌گیرند بر اساس خصوصیت زیمان، حالت تبهگن سیستم کاهش پیدا می‌کند. با ناپدید شدن میدان اتم تشدید کرده و تابش‌هایی را از خود نشان می‌دهد که به آن تشدید مغناطیس هسته می‌گویند.
طیف بینی رزونانس مغناطیسی هسته (NMR) بر اساس اندازه‌گیری تابش الکترومغناطیسی در ناحیهٔ فرکانس رادیوئی تقریباً ۴ تا ۶۰۰MHz بنا شده‌است. برخلاف جذب فرابنفش، مرئی و زیر قرمز، هستهٔ اتم‌ها به جای الکترون‌های بیرونی در فرایند جذب درگیرند. به علاوه برای آن‌که هسته حالت‌های انرژی مورد نیاز جهت جذب را پیدا کند، لازم است نمونه در یک میدان مغناطیسی شدید قرار گیرد. هدف عمده از به کار بردن طیف‌سنجی NMR، تعیین و تشخیص ساختار مولکول‌ها است. اطلاعات مورد نیاز برای این کار از طریق اندازه‌گیری، تجزیه و تحلیل و تفسیر طیف NMR با قدرت تفکیک بالا حاصل می‌گردد. همان‌طور که می‌دانیم در طیف‌سنجی رزونانس مغناطیسی هسته؛ در غیاب میدان مغناطیسی خارجی، تمام هسته‌های مغناطیسی دارای انرژی برابر هستند. هنگامی که میدان خارجی اعمال می‌شود، جهت‌گیری‌های همسو و ناهمسو به انرژی‌های متفاوتی مربوط خواهند شد. تفاوت انرژی ΔE، دارای ابعاد hυ است. هستهٔ برخی از اتم‌ها دارای اسپین هسته‌ای (I) هستند. در عدم حضور میدان مغناطیسی، تمام حالات اسپین یک هسته، سطح انرژی یک‌سانی دارند اما، در حضور میدان مغناطیسی، حالات اسپسنی یکسان نخواهد بود. از جمله هسته‌های مهم که دارای اسپین می‌باشند، به هیدروژن (2/1I=) و کربن 13C (2/1I=) می‌توان اشاره کرد.
پدیدهٔ رزونانس مغناطیسی هسته‌ای هنگامی رخ می‌دهد که هسته‌های هم جهت میدان اعمال شده انرژی جذب کرده و جهت اسپین خود را نسبت به آن میدان تغییر دهند، یعنی هنگامی که فرکانس میدان الکتریکی نوسانی تابش ورودی که در محدودهٔ امواج رادیوئی است، کاملاً با فرکانس میدان الکتریکی تولید شده از هسته برابری کند، دو میدان جفت (ادغام) شده و انرژی تابش ورودی به هسته منتقل می‌گردد و موجب تغییر اسپین می‌شود. این عمل به رزونانس موسوم است و در این هنگام گفته می‌شود که آن هسته با موج الکترومغناطیس ورودی در رزونانس است. جذب انرژی یک فرایند کوانتایی بوده و انرژی جذب شده برابر اختلاف انرژی بین دو حالت موجود است:
hυ = (حالت 2/1+ E - حالت 2/1- E)= جذب شده E
در عمل، این اختلاف انرژی تابع قدرت میدان مغناطیسی اعمال شده (B0) است (شکل ۱۲–۲۰). فرکانس تابش با فرکانس رادیوئی که به وسیلهٔ یک هستهٔ خاص جذب می‌شود، به شدت تحت تأثیر محیط شیمیایی آن، یعنی الکترون‌ها و هسته‌های مجاور قرار دارد. در نتیجه حتی مولکول‌های ساده منبعی از اطلاعات طیفی را فراهم می‌کنند که می‌تواند جهت تعیین ساختار شیمیایی آن‌ها به کار برده شود. پروتون‌های مولکول توسط الکترون‌ها احاطه شده و محیط الکترونی هر یک از پروتون‌ها به‌طور جزئی با دیگر پروتون‌ها فرق می‌کند. به عبارت دیگر، پروتون‌ها توسط الکترون‌هایی که آن‌ها را احاطه کرده‌اند پوشیده یا محافظت می‌شوند. هر قدر دانسیتهٔ الکترونی اطراف یک هسته بیشتر باشد، میدان مغناطیسی تولید شده توسط الکترون‌ها، که در جهت عکس میدان اعمال شده‌است، بیشتر خواهد بود. در این حالت، میدان حاصله برای آن هسته کاهش می‌یابد.
چون هسته، میدان مغناطیسی اعمال شدهٔ کمتری را احساس کرده، پس در فرکانس پایین‌تری گردش می‌کند، یعنی در این فرکانس پایین، تابش فرکانس رادیویی را جذب می‌کند. هر پروتون در محیط شیمیایی نسبتاً متفاوتی قرار دارد، در نتیجه مقدار ممانعت الکترونی، اندکی فرق دارد و فرکانس رزونانس آن نیز فرق خواهد داشت. اندازه‌گیری فرکانس رزنانس هر پروتون کار بسیار دشواری است و بنابراین، تلاشی در جهت اندازه‌گیری دقیق فرکانس رزنانسی پروتون صورت نمی‌گیرد و به جای آن از یک ترکیب شاهد استفاده می‌شود. این ترکیب شاهد را در محلولی که حاوی ماده مورد نظر است ریخته و فرکانس رزنانس هر پروتون نمونه را نسبت به فرکانس رزنانس پروتون‌ها مادهٔ شاهد اندازه‌گیری می‌کنند. به عبارت بهتر، اختلاف فرکانس اندازه‌گیری می‌شود. ماده شاهد استاندارد، تترامتیل‌سیلان (CH3)4Si)) بوده که به TMS موسوم است. علت استفاده از این ماده این است که پروتون‌های گروه‌های متیل آن بیش از اکثر ترکیبات محافظت می‌شوند؛ بنابراین، هنگام مطالعهٔ یک ترکیب، رزنانس پروتون‌های آن برحسب این که آن‌ها به چه مقدار (بر حسب Hz) از فاصله دارند، گزارش می‌شود. تغییر مکان یک پروتون نسبت به TMS (بر حسب Hz) بستگی به قدرت میدان مغناطیسی اعمال شده دارد. با تقسیم تغییر مکان (Hz) یک پروتون به فرکانس (MHz) طیف‌سنج، واحد جدید به نام تغییر مکان شیمیایی حاصل می‌گردد که مستقل از میدان می‌باشد.
تغییر مکان شیمیایی بر حسب واحد δ، بیانگر اندازه‌ایست که رزنانس یک پروتون بر حسب قسمت در میلیون (ppm) فرکانس دستگاه طیف‌سنج از TMS فاصله گرفته‌است.
تمام پروتون‌های یک مولکول که در محیط شیمیایی یکسانی قرار دارند، اغلب دارای تغییر مکان شیمیایی یکسانی هستند، فقط یک جذب می‌دهند و از یک نوع هستند. این پروتون‌ها از لحاظ شیمیایی معادل خوانده می‌شوند. از طرفی، مجموعه‌ای از پروتون‌های موجود در مولکول‌ها که از لحاظ شیمیایی متفاوت هستند، جذب مختص به خود را می‌دهند. نه تنها انواع گوناگون پروتون‌ها تغییر مکان شیمیایی مختلفی دارند، بلکه مقدار تغییر مکان شیمیایی(δ)آن پروتون‌ها، صفت مشخصهٔ نوع آن‌ها خواهد بود. هر نوع پروتون فقط در محدوده‌ای از δ رزونانس می‌دهد. در طیف‌سنجی NMR تعداد قلل موجود در طیف، تعداد انواع پروتون‌ها را در مولکول مشخص می‌کند. نه تنها طیف NMR تعداد انواع گوناگون پروتون‌های یک مولکول را مشخص می‌کند، بلکه قادر به تشخیص تعداد پروتون‌های هر یک از انواع نیز می‌باشد. درطیف NMR مساحت هر قله متناسب با تعداد هیدروژن‌هایی است که آن قله را ایجاد می‌کنند.

## دستگاه طیف‌سنج NMR
اجزای مهم یک طیف‌سنج NMR عبارت است از:
1. مغناطیس
2. پیمایش میدان مغناطیسی: یک جفت سیم‌پیچ به صورت موازی با سطوح مغناطیسی، که تناوب میدان اعمال شده در یک گسترهٔ کوچک را امکان‌پذیر می‌سازد.
3. منبع موج رادیویی
4. آشکارساز

## کاربردها

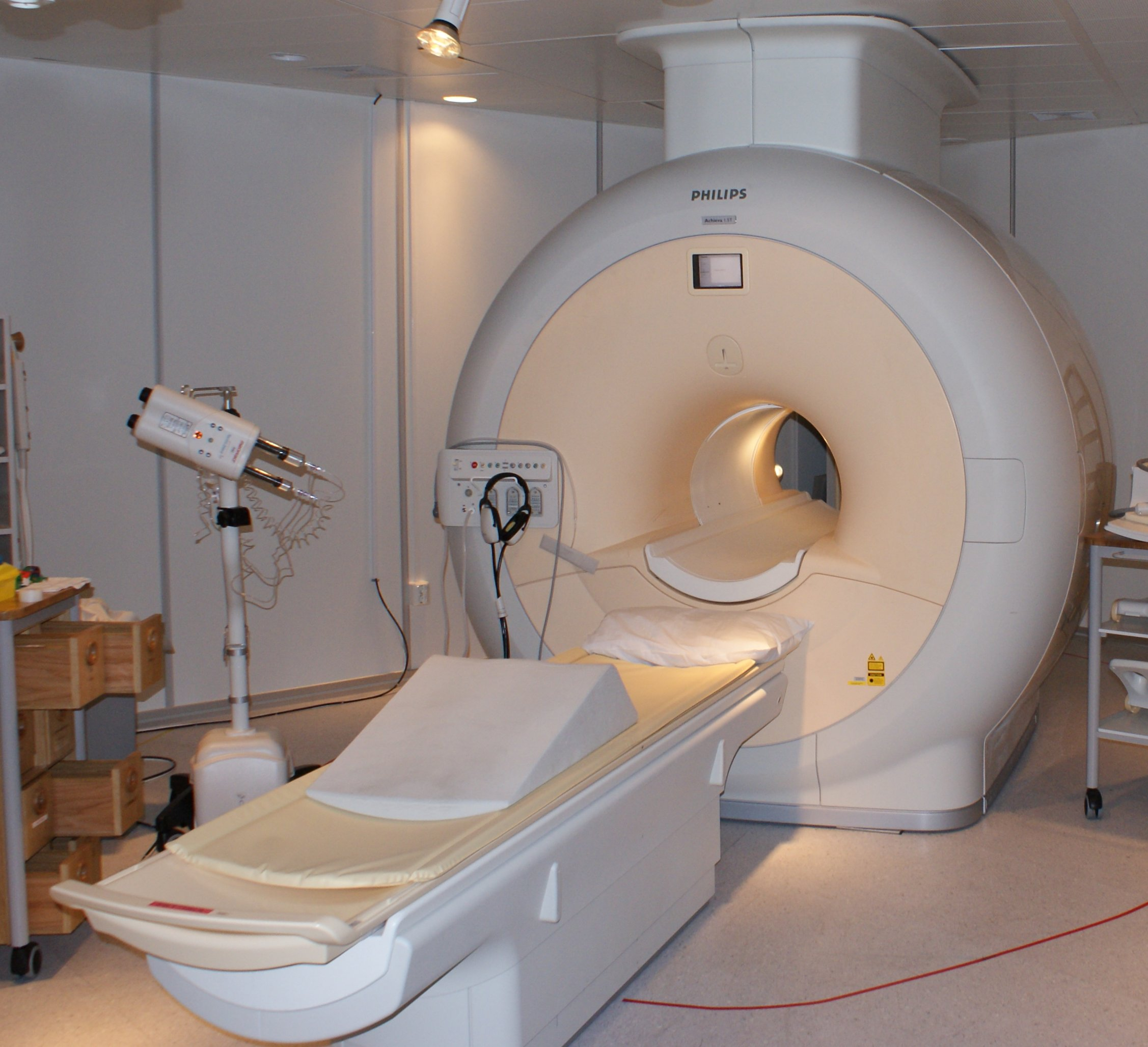
دستگاه ام آر آی

در این روش می‌توان از طریق میزان احساس میدان به وسیلهٔ هسته یک اتم، شکافتگی‌های حاصل از اتم‌های مجاور در طیف را در یافت.
این شکافتگی‌ها نشان‌دهندهٔ الگوی ساختاری پیچیده‌ای هستند که می‌توان از طریق آن‌ها به چینش اتم‌ها در یک مولکول پی برد.
از جمله تکنیک‌های جدید NMR NMR Gyro Frequency مورد استفاده در صنایع غذایی است این تکنیک به‌طور کلی در سال ۱۹۴۶ کشف شد و اولین کاربرد آن درصنایع غذایی که مربوط به تشخیص ترکیبات موجود در مواد غذایی است در سال ۱۹۷۰ گزارش شده‌است NMR قادر است در سطح مولکولی خواص فیزیکوشیمیایی سیستم‌های مختلف را تجزیه و تحلیل نمایند اساس کار NMR تجزیه و تحلیل هسته اتمهایی است که به صورت ذاتی دارای خاصیت مغناطیسی هستندو می‌توانند همانند آهن‌رباهای بسیار کوچکی عمل نمایند خواص فیزیکی مواد غذایی مانند نقطه ذوب بیاتی نان میزان اتصال و تحرک آب تعیین نوع آب تعیین درجه رسیدگی میوه‌ها و … توسط NMR می‌تواند مورد بررسی قرارگیرد همچنین NMR تحت شرایط مطلوب می‌تواند اثر میکروب کشی داشته باشد و در فرایندهای مختلف مواد غذایی به کارگرفته شود در این سمینار سعی می‌شود مکانیسم NMR و برخی از کاربردهای آن در صنایع غذایی ارائه گردد.

### محاسبات
امروزه محاسبات بر اساس اصول مکانیک کوانتمی به عنوان یکی از روش‌های جدید محاسباتی مطرح است که در بسیاری از زمینه‌ها از محاسبات کلاسیک موفق‌تر بوده‌است. تشدید مغناطیسی هسته به دلیل این که از این اصول پیروی می‌کند به عنوان یکی از ماشین‌های محاسبات کوانتمی مطرح است. در سال ۱۳۸۱ شرکت آی‌بی‌ام با استفاده از تشدید مغناطیس هسته توانست تجزیه به عوامل اول را در زمان چند جمله‌ای انجام دهد. این کار گرچه برای عدد ۱۵ انجام شد اما یک موفقیت بزرگ در علم محاسبات است.
با توجه به جابجائی شیمیائی مشخص برای پروتون در محیط‌های مختلف، حضور واحد ساختمانی خاصی در یک ترکیب ناشناخته می‌تواند استنباط شود.
نه تنها طیف NMR تعداد انواع گوناگون پروتون‌های یک مولکول را مشخص می‌کند، بلکه همچنین قادر است تعداد پروتون‌های هر یک از انواع را نیز مشخص کند. در طیف NMR مساحت زیر هر قله متناسب با تعداد هیدروژن‌هایی است که آن قله را ایجاد کرده‌اند. دستگاه به راحتی قادر به اندازه‌گیری مساحت سطح زیر پیک می‌باشد.

## شکافت اسپین – اسپین ((قاعده 1+N))
اسپین‌های یک مجموعه از هسته‌ها بر رفتار رزونانسی مجموعهٔ دیگر تأثیر می‌گذارند. به این معنی که بین دو گروه از پروتون‌ها یک برهم کنش یا جفت شدگی کوچک وجود دارد و باعث می‌شود هر نوع پروتون، تعداد پروتون‌های معادل (n) بر روی اتم (اتم‌های) کربن مجاور آن کربنی که خود به آن متصل است را احساس کند و قله رزنانس آن به (1n+) جزء تقسیم گردد. شکافت پیک‌های جابجایی شیمیایی در اثر برهم کنش گشتاور مغناطیسی یک هسته با گشتاور هسته‌های مجاور تحقق می‌یابد. میدان مغناطیسی به وجود آمده به وسیلهٔ یک هسته‌ی، بر توزیع الکترون‌های پیوندهای آن به هسته‌های دیگر تأثیر می‌گذارد. سپس این تغییر در توزیع الکترون، تغییراتی در هسته‌های مجاور تولید می‌کند و باعث شکافت ترازهای انرژی و از این رو گذارهای چند گانه می‌شود. به‌طور مثال طیف NMR مولکول ۱٬۱٬۲-تری‌کلرواتان در شکل ۱۲–۲۳ ارائه شده‌است. هیدروژن متینی در نزدیکی کربنی است که دو پروتون متیلنی را حمل می‌کند. بر طبق این قاعده، ان هیدروژن (متینی) دو همسایهٔ معادل داشته (2n=) و به سه قله (سه شاخه) منشعب می‌شود. پروتون‌های متیلن در مجاورت کربنی قرار دارند که یک هیدروژن متینی را حمل می‌کند و بر طبق این قاعده ان پروتون‌ها با یک همسایه (1n=) به دو قله (دو شاخه) منشعب می‌شوند.

## ثابت کوپلاژ
در یک چند شاخه‌ای فاصلهٔ مابین قله‌ها را ثابت کوپلاژ (J) می‌گویند. این فاصله بر حسب سیکل در ثانیه(cps) یا بر حسب هرتز (Hz) اندازه‌گیری می‌شود. ثابت کوپلاژ نشان می‌دهد که چقدر یک هسته توسط حالات اسپینی همسایگانش متأثر می‌شود. مقدار ثابت کوپلاژ، ثابت است و بر همین اساس J را ثابت کوپلاژ گویند. مقدار کوپلاژ بین دو پروتون مستقل از فرکانس دستگاهی است که طیف در آن گرفته می‌شود. در ترکیبات معمولی ثابت‌های کوپلاژ در محدوده‌ای بین صفر تا ۱۸ هرتز متغیر هستند. مقدار J اغلب اوقات کلیدی برای تعیین ساختمان مولکولی است، مثلاً می‌توان یک آلکن سیس را از یک ایزومر ترانس بر پایهٔ ثابت کوپلاژ پروتون‌های وینیل تشخیص داد. باید توجه داشت که ثابت‌های کوپلاژ گروه‌هایی از پروتون‌ها که یکدیگر را منشعب می‌کنند باید یکسان باشند.

## آنیزوتروپی مغناطیسی
هنگامی که یک مولکول در میدان مغناطیسی قرار گیرد، الکترون‌های π حلقهٔ آروماتیک در اطراف حلقه شروع به چرخش می‌کنند، این چرخش جریان حلقه نام دارد که این جریان حلقه یک میدان مغناطیسی ثانویه تولید می‌کند که پروتون‌هائی که هم‌جهت با میدان مغناطیسی خارجی در حلقهٔ آروماتیکی قرار می‌گیرند به طرف میدان ضعیف‌تر و پروتون‌هائی که در خلاف جهت میدان مغناطیسی خارجی قرار می‌گیرند به‌طرف میدان قوی‌تر می‌روند.
این اثر آنیزوتروپی علاوه بر حلقهٔ آروماتیکی برای ترکیبات دارای پیوندهای دوگانه و سه‌گانه هم وجود دارد و اگر پروتون‌ها در نواحی مثبت (+) قرار گیرند به سمت میدان قوی می‌روند و آن‌هائی که خارج از این نواحی هستند (نواحی (-)) به سمت میدان ضعیف می‌روند.